# Омельчук Олександр Володимирович
Олександр Володимирович Омельчук (17 березня 1977, Луцьк) — голова Луцької районної ради з 4 грудня 2020 року до 14 червня 2023 року.

## Біографія
Олександр Омельчук народився в 1977 році в Луцьку. Трудову діяльність розпочав у 1996 році на посаді бухгалтера приватного підприємства «Траст-Інвест-Буд». У 1998—1999 роках він працював менеджером приватного підприємства «Айслаг». У 1999—2000 роках Омельчук працював юристом-консультантом приватного підприємства «ПМБ». У 2000 році він закінчив юридичний факультет Волинського державного університету, після чого у 2000—2002 роках працював директором приватного підприємства «ПМБ», а в 2002—2005 роках заступником директора «ПМБ». У 2005—2007 роках Омельчук працював заступником директора ПП «Інтер-Континент», а в 2007—2009 роки був директором ПП «Мега-Оіл». З 2009 року Олександр Омельчук працював приватним підприємцем, керував підприємством, яке випускало декоративну ліпнину під торговою маркою «Nasha Lepka», за даними «Опендатабот» Олександр Володимирович Омельчук також володів компанією ТОВ «Енергометмаш». У 2015 році Олександра Омельчука обрали депутатом Волинської обласної ради від партії УКРОП.
У 2020 році на виборах до районної ради новоствореного Луцького району Олександр Омельчук став депутатом Луцької районної ради від партії «За майбутнє». 4 грудня 2020 року на першому засіданні новообраної ради Олександр Омельчук більшістю голосів (33 голоси «за») обраний головою Луцької районної ради.
13 травня 2023 року з'явилось відео, на якому Олександр Омельчук повідомляє, що має намір скласти повноваження голови ради та повноваження депутата, та виїхати за кордон у зв'язку з тиском на нього. 22 травня з'явилось повідомлення, що поліція оголосила в розшук Олександра Омельчука за підозрою у привласненні майна. 22 травня також з'явилось повідомлення, що районна рада таки отримала заяву Омельчука про складання ним депутатських повноважень і повноважень голови ради, а його дружина виставила на продаж розкішний сімейний маєток. Районна рада мала намір на позачерговому засіданні обрати нового голову ради. Проте засідання ради відбулось аж 14 червня 2023 року, на якому Омельчука звільнили з посади, а новим головою ради обрали Олександра Гурського.